# Білефельд Альм
«Білефельд Альм» або «Шюко Арена» (нім. Bielefelder Alm, SchücoArena) — футбольний стадіон в Білефельді, Німеччина,  домашня арена  ФК «Армінія».
Стадіон побудований та відкритий 1926 року. Протягом 1996-2008 років був реконструйований.
Назва стадіону «Шюко Арена» пов'язана зі спонсорською угодою з місцевим виробником сонячних панелей.